# پیشینه نیروی دریایی در ایران

آرم کنونی نداجا

نیروی دریایی در ایران از پیشینه‌ای غنی و کهن برخوردار است که در سه دوره جداگانه شامل دوران باستان، معاصر نخستین و پس از انقلاب ۱۳۵۷ بررسی می‌گردد.

## دوران باستان
به لحاظ موقعیت استراتژیک و تاریخی خلیج فارس به عنوان یکی از اولین دریاهای محصور شناخته شده جهان، امنیت این دریا هرازگاهی مورد نظر یکی از پادشاهان ایران قرار می‌گرفت. نخستین گزارش از یک نیروی دریایی مجهز بومی در ایران، از دوران انوشیروان است که به قصد تسخیر عربستان، نیروی دریایی عظیمی را در اُبُلّه واقع در اروندرود تجهیز نمود و با آن به عدن در دریای سرخ رسید و این را مسخر خویش ساخت. البته تا پیش از آن و در لشکر کشی‌های هخامنشیان به اروپا نیز گاه ذکری از نیروی دریایی قوی ایران شده است.

### نیروی دریایی هخامنشی
نیروی دریایی هخامنشی (به پارسی باستان: 𐎴𐎠𐎺, nāva) نیروی دریایی باستانی امپراتوری پارس بود که میان سال‌های ۵۲۵ پیش از میلاد تا ۳۳۰ پیش از میلاد، خدمت‌گذاری می‌کرد. ایجاد سازمان، زیرساخت و اساس مالی نیروی دریایی هخامنشی به داریوش بزرگ نسبت داده شده است. نیروی دریایی هخامنشی نخستین «نیروی دریایی پادشاهی» واقعی بود که در تاریخ پدید آمد. پژوهشگران پیشینهٔ عملکرد این نیروی دریایی را به دو دوران جداگانه از ۵۲۵ تا ۴۷۹ و از ۴۷۹ تا ۳۳۰ پیش از میلاد دسته‌بندی کرده‌اند.
آوی باخنهایمر، نویسنده، محقق، استاد دانشگاه و باستان‌شناس استرالیایی، در نشست تخصصی دریانوردی در امپراتوری هخامنشی در دی ۱۳۹۸، با تاکیدکردن بر اهمیت پژوهش بر روابط ایرانیان و منابع آبی در دوران هخامنشیان، بیان داشت که با وجود سندهایی تاریخی و باستان‌شناسی، دربارهٔ سروکار ایرانی‌ها با منابع آبی، کمتر به ماهیت و گونهٔ آن، پرداخته‌اند. او همچنین اعلام کرد که «در واقع، هخامنشیان نه تنها به مدیریت و بهره‌برداری از منابع روزمینی جهان اطراف خود مشغول بودند بلکه با فرستادن ناوگان‌های اطلاعاتی به کاوش در دریاهای اطراف خویش، رودخانه‌ها و اقیانوس‌ها نیز می‌پرداختند».
باخنهایمر با تأکید بر این که نخستین نیروی دریایی ثابت جهان در دوران داریوش یکم بنیان گذاشته شد، افزود: «هخامنشیان در دورانشان، در یک کشاکش جغرافیای سیاسی گرفتار بودند که نقطهٔ اتکا و ثقل آن، دریانوردی در مدیترانه بوده است». همچنین اعلام شد که در این دوره، سه نیروی دریایی بزرگ، یعنی نیروی دریایی یونان، فینیقی و مصر، در عمل، در دریای مدیترانه حکم‌ران بوده‌اند و با توجه به اینکه برای هخامنشیان که در زمین، ارتشی منظم و پیروز داشتند، چیرگی بر دریا نیز برای آنان مهم شمرده شده است و پس از بازگشت خشایارشا از نبرد با یونانیان، سیاستشان برای کنترل این سه نیروی دریایی، از مهم‌ترین سوهای روابط خارجی این شاهنشاهی بوده است.
منابع تاریخی کنونی، نشان داده‌اند که هخامنشیان تا چه اندازه‌ای بر مدیریت منابع آبی سفارش کرده‌اند و در این راه، چگونه به کاوش ساحل شرقی آفریقا و رودخانه سند مشغول شده‌اند. نقش‌های بر روی سکه‌های دوره نیز نشانگر دیگری از این هستند که ناوگان هخامنشی، از چه واحدها و مواردی ساخته شده بوده است و اینکه چگونه چنین ناوگانی، سازماندهی می‌شده است. نیروهای دریایی تا اندازه بسیاری رعایای ساحلی امپراتوری هخامنشی را زیر تأثیر بردند. آنان زیر کنترل محکم‌تری از پایتخت قرار گرفتند و به‌شدت درگیر اردوکشی‌های نظامی هخامنشیان بودند.

### نیروی دریایی ساسانی
نیروی دریایی شاهنشاهی ساسانی از بخش‌های ارتش شاهنشاهی ساسانی بود که عمدتا در خلیج فارس، دریای سرخ و دریای عرب فعالیت داشت. به رهبر نیروی دریایی، ناوبد می‌گفتند. چیز زیادی دربارهٔ نیروی دریایی شاهنشاهی ساسانی دانسته نیست. نیروی دریایی شاهنشاهی ساسانی هیچگاه به عنوان یک نیروی عمده مطرح نشد. این ناوگان نقشی مهم در تسخیر سواحل عرب‌نشین خلیج فارس در دوران اردشیر بابکان ایفا کرد. در دوران خسرو یکم (انوشیروان) او هشت کشتی را به رهبری وهریز برای تسخیر یمن به آنجا فرستاد که در هر کشتی ۱۰۰ مرد بود. از هشت کشتی، شش تا از کشتی‌ها با کامیابی به یمن رسیدند. نیروی دریایی ساسانی پس از حمله اعراب به ایران توسط خلفا در نبردها به کار گرفته می‌شد.

## دوران صفوی و افشار
نخستین تلاش، در جهت ساخت کشتی‌های جنگی و ایجاد ناوگان مدرن در دوره صفویه و برای اخراج پرتغالی‌ها از جزیره هرمز و خلیج فارس صورت گرفت. این تلاش به دلیل دخالت انگلستان به نتیجه نرسید و اولین نیروی دریایی مدرن ایران توسط نادرشاه افشار تأسیس شد. او با خرید چند کشتی از انگلستان و هلند، موفق شد نیروی دریایی ایران را تأسیس کند. هارفورد جانس بریج انگلیسی گزارش می‌کند:

احمد خان دریابیگی فرمانده جهاز کشتی پرسپولیس

هنگامی که در ۱۷۸۴ وارد بوشهر شدم، از کشتی‌های نادر سه کشتی باقی‌مانده بود که هریک پانصد تن ظرفیت داشتند.

## دوران قاجار (۱۸۸۵–۱۹۲۵)[۱۱]
در دوران قاجاریه تا زمان ناصرالدین‌شاه، توجهی به توسعه نیروی دریایی نشد. ناصرالدین شاه به منظور توسعه نیروی دریایی، موفق به خرید یک کشتی ۶۵۰ تنی مجهز به چهار عراده توپ کروپ از آلمان گردید که نام آن را پرسپولیس گذارد. با ورود کشتی‌های بخار پرسپولیس و کشتی سوسا در سال ۱۸۸۵ به خلیج‌فارس دوران جدید مدرن‌سازی نیروی دریایی ایران آغاز شد. همچنین کشتی کوچک دیگری نیز به نام شوش برای تردد و حفظ امنیت کارون خریداری شد. در زمان مظفرالدین‌شاه نیز چند کشتی کوچک ازجمله کشتی مظفری به این ناوگان افزوده شد؛ ولی طی سال‌های بعدی و به دلیل مشکلات داخلی ایران (مشروطیت و پس از آن کودتای سوم اسفند) همه این کشتی‌ها با بی‌توجهی مواجه و در نتیجه به تدریج در خور سلطانی نزدیک بوشهر به آب فرورفته و غرق شدند.

## دوران شاهنشاهی پهلوی

نشان رسمی نیروی دریایی ارتش شاهنشاهی ایران تا پیش‌از انقلاب ۱۳۵۷

در سال ۱۳۰۲ شمسی، نیروی دریایی ایران به‌طور رسمی با عنواننیروی دریایی سلطنتی ایران تأسیس شد و دانشجویانی در سال ۱۳۰۶ برای تحصیل علوم دریایی به ایتالیا اعزام شدند و چند فروند ناو جهت ساخت به ایتالیا سفارش داده شد. در آخرین روز آن سال، دولت لایحه‌ای به مجلس شورای ملی داد تا دویست هزار تومان از درآمدهای سال ۱۳۰۷ را برای «خرید کشتی مسلح و تعمیر کشتی‌های موجوده» اختصاص دهد. همچنین با این لایحه، مجوز استخدام یک افسر و یک مهندس نیروی دریایی از ایتالیا به مدت سه سال با حقوق مجموعاً ۱۵۰ هزار تومان کسب می‌شد.
در سال ۱۳۱۱ ناوهای اول ببر، پلنگ، سیمرغ و کرکس به فرماندهی ناخدا یدالله بایندر از طریق کانال سوئز، دریای سرخ، دریای عمان و اقیانوس هند عازم خلیج فارس شدند و در چهاردهم آبان آن سال در بوشهر لنگر انداختند. همزمان، نیروی دریایی با خرید یک حوض شناور شش هزار تنی جهت تعمیرات زیرآبی و ایجاد آموزشگاه درجه‌داری و پایگاه‌های دریایی، یگان‌های خود را در دریای خزر توسعه داد. تا قبل از جنگ جهانی دوم، نیروی دریایی در شمال دارای تعمیرگاه و ناوچه‌های بابلسر، سفیدرود، گرگان، نهنگ، رامسر، نوشهر، شهسوار و قایق‌های کوچک آتش‌نشانی بود. در جنوب دارای ستاد فرماندهی، آموزشگاه مهناوی، کشتی یدک بر، حوض شناور، تعمیرگاه ثابت و متحرک، دو فروند نفتکش، بنگاه اقیانوس‌های دریایی، مرکز تدارکات بنادر و اداره بندری بندر شاهپور (بندرامام خمینی کنونی)، ناوهای ببر، پلنگ، شهباز، سیمرغ، کرکس، شاهرخ، دو گروهان آبخاکی، ناوچه‌های شاهین، چلچله، کارون، کهف و ناوچه‌های راهنما بود. در سوم شهریور سال ۱۳۲۰ در یورش متفقین به ایران، نیروی دریایی مقاومت منحصر به فردی از خود نشان داد که منجر به غرق شدن ناوچه‌های ببر و پلنگ و درگذشت دریابان غلامعلی  بایندر فرمانده نیروی دریایی، ناخدا یدالله بایندر و ششصد نفر از افسران، درجه داران و ناویان شد. در سال ۱۳۲۵ بعد از جنگ جهانی دوم و ملاقات سران متفقین در تهران و شناسایی ایران به عنوان پل پیروزی، دو فروند ناو به منظور غرامت ببر و پلنگ به ایران داده شد و نیروی دریایی ایران با داشتن ناوهای شاهرخ، سیمرغ، شهباز، کرکس و چند فروند یدک‌کش به همراه باقی‌مانده کارکنان مجدداً پا گرفت. با افزایش درآمدهای نفتی و عضو شدن ایران در پیمان سنتو، پاسداری از خلیج فارس، دریای عمان و شمال اقیانوس هند به ایران سپرده شد. نیروی دریایی به سرعت توسعه یافت و دانشجویان ایرانی به اقصی نقاط دنیا اعزام شدند. در دهه‌های ۴۰ و ۵۰ نیروی دریایی ایران دارای سه فروند ناوشکن سنگین موشک انداز، هوادریا متشکل از بالگردهای ضد سطحی، ضد زیردریایی، مین‌روب و هواناوهای پیشرفته، ناوهای مین‌روب، دوازده فروند ناوچه موشک انداز، ناوگان عظیم آبی‌خاکی، لجستیکی و پایگاه‌های عمده در بندرعباس، بوشهر، خارک، چابهار و خرمشهر شد، به تشکیل یگان‌های تفنگدار و تکاور دریایی اقدام و مراکز آموزشی در سواحل دریای خزر برپا و بزرگ‌ترین مرکز کارخانجات و تعمیرات کشتی با حوض‌های خشک و شناور در بندرعباس ایجاد شد. همچنین سفارش‌های زیادی از انواع ناوشکن و زیردریایی به کشورهایی از جمله آمریکا، بریتانیا، ایتالیا و هلند داده شد اما اکثر این سفارش‌ها با وقوع انقلاب ۱۳۵۷ لغو شدند.

## دوران جمهوری اسلامی

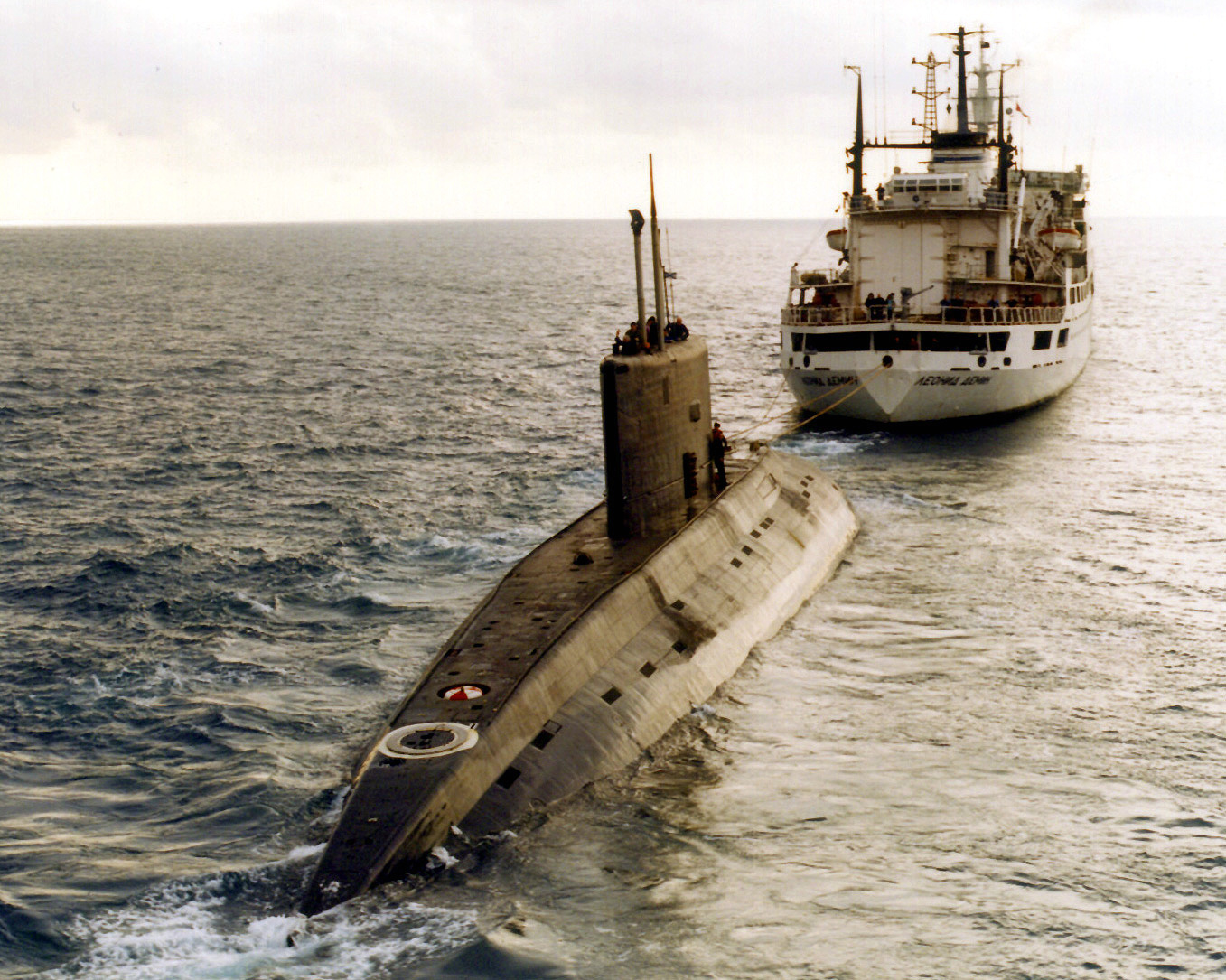
زیردریایی کلاس کیلو ایران پس از خرید از روسیه

پس از انقلاب اسلامی در ۲۲ بهمن ۱۳۵۷، تحولی در نیروی دریایی ایجاد شد و اعزام دانشجو به خارج از کشور متوقف و دانشگاه علوم دریایی امام خمینی با چهار دانشکده ناوبری و فرماندهی کشتی، مهندسی برق، الکترونیک و مخابرات دریایی، مهندسی مکانیک دریایی، رشته مدیریت و کمیسر دریایی تأسیس گردید.
با شروع جنگ ایران و عراق، نیروی دریایی ارتش در برابر تهاجم نیروهای عراق غافلگیر نگردیدند، بلکه در هفتم آذرماه ۱۳۵۹ با عملیات مروارید و انهدام سکوهای نفتی البکر، الامیه و همزمان غرق شدن ناو پیکان، محاصره کامل دریایی بنادر بصره، فاو، ام‌القصر، محروم نمودن کامل و تا پایان جنگ به نبرد به هواپیما و بالگردهای دشمن در دریا پرداخت؛ و در مدت هشت سال جنگ، نیروی دریایی ده هزار فروند کشتی تجاری را به بنادر ایران اسکورت نمود که در این بین تنها چندصد فروند آن‌ها مورد اصابت موشک‌های هواپیمای دشمن قرار گرفتند که کارنامه بسیار درخشانی در جنگ‌های دریایی قلمداد می‌گردد و از سویی امنیت خطوط مواصلات دریایی خلیج فارس، دریایی عمان و شمال اقیانوس هند را همواره برقرار نمود.
در ۲۹ فروردین ۱۳۶۷، ناوگان نیروی دریایی جمهوری اسلامی ایران در نبرد با نیروی دریایی و هوایی آمریکا درخلیج فارس شرکت نمود که هرچند به غرق شدن ناوشکن سهند و ناوچه جوشن انجامید (عملیات آخوندک) ولی ضرباتی که نیروی دریایی آمریکا متحمل گردید (اصابت مین به ناوشکن ساموئل بی رابرتز، غرق شدن یک فروند کشتی لجستیکی و سرنگونی یک بالگرد آمریکایی) در نبردهای منطقه‌ای کم سابقه بود.
روز هفتم آذرماه به یاد عملیات مروارید به نام روز نیروی دریایی نامگذاری شده است.